# Diocese de Teotihuacán
A Diocese de Teotihuacán (em latim: Dioecesis Teotihuacana) é uma diocese da Igreja Católica localizada no município de Teotihuacán, no estado do México, pertencente a Arquidiocese de Tlalnepantla no México. Foi fundada em 3 de dezembro de 2008 pelo Papa Bento XVI. Com uma população católica de 584.000 habitantes, sendo 85,0% da população total, possui 54 paróquias com dados de 2021.

## História
Em 3 de dezembro de 2008 o Papa Bento XVI cria a Diocese de Teotihuacán através do território da Diocese de Texcoco.

## Lista de bispos
A seguir uma lista de bispos desde a criação da diocese em 2008.
|                       | Nome                                | Período               | Notas                 |
| Bispos de Teotihuacán | Bispos de Teotihuacán               | Bispos de Teotihuacán | Bispos de Teotihuacán |
| --------------------- | ----------------------------------- | --------------------- | --------------------- |
| 1º                    | Guillermo Francisco Escobar Galícia | 2008 - atual          |                       |